# Storm Corrosion
Storm Corrosion est un groupe de rock progressif. Il est issu de la collaboration entre les musiciens Mikael Akerfeldt (actuel chanteur/guitariste d'Opeth) et Steven Wilson (chanteur/guitariste du groupe Porcupine Tree et officiant aussi dans une carrière solo). Le duo est formé en 2011 au Royaume-Uni, et les deux membres s'occupent de la totalité des instruments et jouent dans une musique progressive à tendance psychédélique. Leur premier album homonyme est sorti le 8 mai 2012 sur le label Roadrunner Records.

## Biographie

### Formation

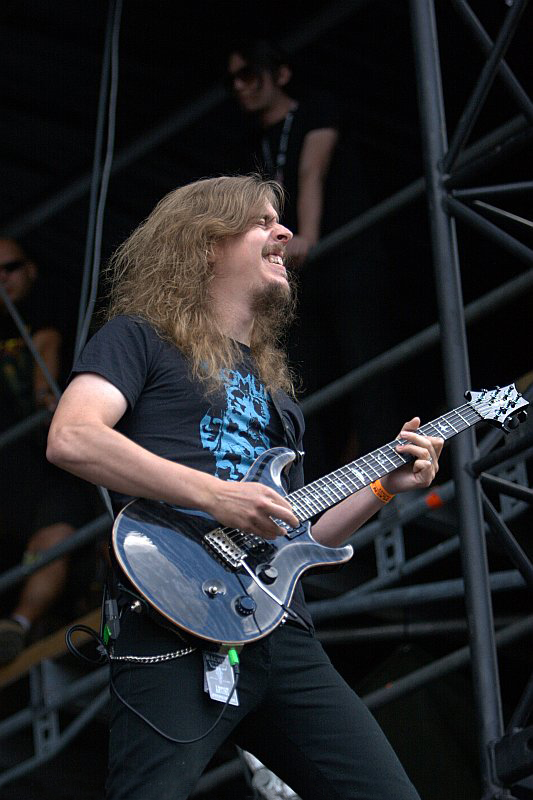
Mikael Åkerfeldt en 2006.

Mikael Åkerfeldt remarque Steven Wilson au milieu des années 1990 à la suite de la participation de son meilleur ami, Jonas Renkse, sur l'album The Sky Moves Sideways des Porcupine Tree,. Des années plus tard, Åkerfeldt reçoit un e-mail de Wilson qui a reçu un exemplaire de l'album Still Life d'Opeth d'un journaliste français,. Les deux terminent avec un diner à Londres où Åkerfeldt demande à Wilson de produire le prochain album d'Opeth.
Ce n'est qu'à partir de mars 2010 que les deux commencent à composer ensemble. À l'origine, l'ancien batteur de Dream Theater, Mike Portnoy, devait participer au groupe, mais a été exclu car Åkerfeldt et Wilson sentaient que la batterie n'avait pas sa place dans l'album. Au début de 2011, Storm Corrosion devient le nom du projet.

### Storm Corrosion(2010–2012)
Après moins d'un an d'écriture, le premier album de Storm Corrosion est terminé en septembre 2011. En février 2012, ils annoncent leur signature au label Roadrunner Records et la sortie d'un album homonyme prévu pour le 24 avril la même année. La date est ensuite repoussée au 8 mai. Les morceaux de guitare sont réalisés par Åkerfeldt, et Wilson se concentre sur les claviers et arrangements. Gavin Harrison, de Porcupine Tree joue de la batterie, (seulement 15-20% de l'album).
Le groupe utilise le morceau Drag Ropes pour promouvoir l'album sur YouTube. Après sa sortie, l'album est bien accueilli, et est nommé pour le prix de l'album de l'année par le magazine Prog, présenté par Classic Rock Magazine et meilleur album au son surround aux Grammy Awards. Åkerfeldt et Wilson choisissent de ne pas faire de tournée. Bien que les deux comptent travailler de nouveau ensemble, ils ne prévoient aucun avenir pour Storm Corrosion,.

## Membres

### Membres actuels
- Mikael Akerfeldt - chant, guitare, instruments divers
- Steven Wilson - chant, guitare, claviers, instruments divers

### Musiciens additionnels
- Gavin Harrison - batterie
- Ben Castle - instrument en bois